# محافظة فيفاء
محافظة فيفاء أو محافظة فيفا هي محافظة سعودية تتبع لإمارة منطقة جازان، جنوب غرب المملكة العربية السعودية، وحاضرتها مدينة فيفاء التي تبعد حوالي 100 كم شمال شرق مدينة جيزان، ويتبع المحافظة عدد من القرى والمراكز.

## نبذة
ذكر الهمداني في صفة جزيرة العرب بوصف سراة خولان، قرية شهيرة في سراة فيفاء وهي قرية «أنافية» في جنوب بلاد فيفاء ولاتزال باسمها ليومنا هذا وسكانها هم قبيلة آل مدر من فيفاء وقال البعض أن قرية أنافية الحالية كانت مسمى جبال فيفاء قديماً، وذكر أيضاً الكبسي (أنه توجه إلى بلاد فيفاء وهي أرض نازحة، متصلة ببلاد قحطان ومن التهائم إلى قرب وادي ضمد)، أما الحجري فقال أن بلاد فيفاء بلد واسع من بلاد خولان بن عمرو بن ألحاف.

## جغرافياً

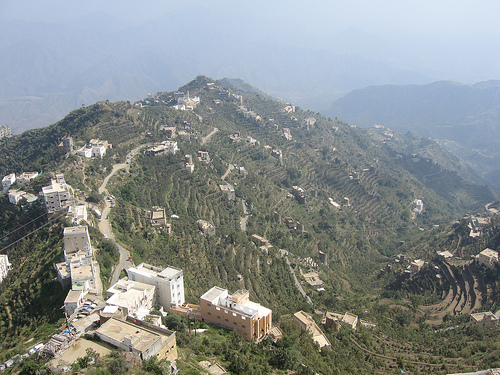
جانب من جبال فيفاء.

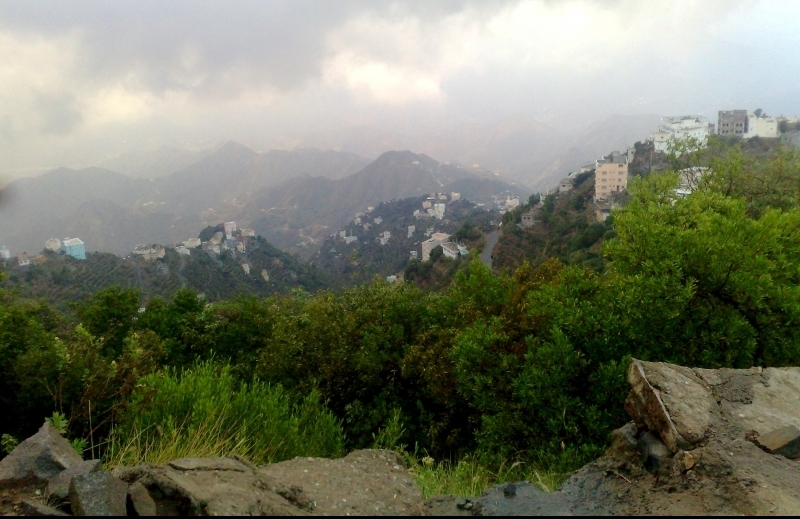
منظر من أحد نواحي جبال فيفاء.

### الموقع
تقع فيفاء في الجزء الجنوبي الغربي من السعودية، وتتوسط جبال السروات بين منطقة نجران شرقاً وجيزان غرباً ومنطقة عسير شمالاً والحدود اليمنية جنوباً، وتقع على خط عرض 17 وخط طول 43، ويقدر ارتفاعها عن مستوى سطح البحر بحوالي 2800 - 3000 متر.

### المساحة والحدود
تقدر مساحة المحافظة بحوالي 600 كيلو متر مربع تقريباً. ويحيط بمحافظة فيفاء وادي ضمد من الشرق إلى رأس القوس غرباً، ووادي جورا في الشمال والغرب، حيث يلتقيان في نقطة المحة غرب الجبل.

### التضاريس
يتكون جبل فيفاء من سلسلة من القمم المتفاوتة الارتفاع، أشهرها قمة العبسية ويتموضع الجبل فيما يشبه القوس من الشمال إلى الجنوب، ويحيط به وادي ضمد، من الشرق إلى رأس القوس غرباً ووادي جورى في الشمال والغرب حيث يلتقيان في نقطة المحة غرب الجبل. وفيفاء وعرة الطرق ولكن هذه الوعورة لم تصمد أمام من استوطنوا هذه المنطقة فبتعاونهم شقوا الطرق في عرض تلك الجبال لتنقلاتهم بمواشيهم من والي الجبل وخلاله، طوعوا الطبيعة لصالحهم فمن حجارته بنوا بيوتهم ولضيق المساحات المسطحة أولاً ولمقاومة العوامل الطبيعية وكذلك للتحصين جعلوا هذه البيوت اسطوانية الشكل وأنشؤوا المدرجات لتحتوي التربة لاستغلالها في الزراعة.

### المناخ
المناخ في محافظة فيفاء معتدل تقريباً طوال العام، إلا أنه يميل في الشتاء إلى البرودة في أعالي جبال فيفاء، وإلى الحرارة صيفاً في سفوح تلك الجبال، وتترواح درجة الحرارة في هذه الجبال صيفاً ما بين 16 و28 درجة مئوية تقريباً، وشتاءً ما بين 3 و25 درجة مئوية.
تصل نسبة الرطوبة في الشتاء إلى 50 بالمئة، وصيفاً إلى 30 بالمئة، وبهذا يكون الجو معتدلاً في فصل الصيف، وأقرب إلى البرودة في فصل الشتاء. تكثر الأمطار في فصل الصيف أكثر من أي فصل آخر من فصول السنة، وتكون الأمطار عادة مصحوبة بالعواصف الرعدية، وتترواح نسبة الأمطار ما بين 35 إلى 45 سنتيمتر مكعب في السنة.

## السكان
بلغ عدد سكان محافظة فيفا (19,346) نسمة حسب تعداد السعودية 2022، عدد السعوديين (16,630) نسمة، وعدد غير السعوديين (2,716) نسمة.

### اللهجة
لأهالي جبال فيفاء لهجة مبنيّة على اللغة العربيّة القديمة وقد وجد الباحثون - من أبناء فيفاء - أن معظم مفردات هذه اللهجة تنتمي لأصول اللغة العربية الفصحى، لغة خولانية، إذا استثنينا منها المصطلحات الخاصة ببعض المسميات.

## الزراعة
تعتبر المدرجات الزراعية في فيفاء من أبرز العناصر الجمالية لهذه المنطقة، وتشكل المدرجات في فيفاء نمطاً مميزاً من حيث بنائها. كما تشير نتائج وتحاليل التربة التي أخذت من أماكن مختلفة من المحافظة إلى أن التربة تختلف من مكان إلى آخر، وبصفة عامة فهي تربة طينية رملية، كما تختلف درجة الملوحة فتتراوح بين الخفيفة إلى المتوسطة، وتتوفر بها كميات من الكالسيوم والبوتاسيوم والمغنسيوم.
وتنقسم المحاصيل الزراعية إلى ثلاث أقسام:
- محاصيل حبوب وأهمها (البن -القمح - الذرة بنوعيها - الشعير - الدخن- البر)
- محاصيل فاكهة وأهمها (المانجو - الليمون - السفرجل - الموز - الجوافة - التين بنوعية)
- نباتات عطرية وأهمها (الكادي - النرجس - البعيثران - الريحان - البردقوش - الخزام)

## القرى التابعة
يتبع المحافظة مركز الجوة، بالإضافة إلى عدد من القرى، منها:
- الطحلة
- السرة
- الكوابسة
- الهيجة
- الضحي
- قرضة
- الفرحة
- ذراع منفة

## أهم الأماكن السياحية
توجد في فيفاء أماكن سياحية كثيرة أهمها:
- العبسية: وهي أعلى قمة في جبال فيفاء، وتطل على معظم أنحاء جبال فيفاء من جميع الجهات، ويمكن الوصول إلى الموقع من خلال طريق العبسية المتفرع من الطريق العام.
- الخوشين: وهو عبارة عن غابات وعرة كثيفة وخلابة تقع في ذراع آل يحيى علي وتمتد شمالاً من (بئر المعاين) حتى نهاية (المفرة)، ويشتهر الخوشين بتنوع نباتي كبير استفاد منه الكثير من الباحثين في الطب الشعبي، وكان قديماً مورداً مشهوراً للمياه لوقوعه في منتصف الجبل، ويعد الخوشين من الأمكان المغرية للاستكشاف خصوصاً أنه يحتوي على الكثير من الحيونات المعمرة والأفاعي الضخمة الخطيرة.
- السمّاع: وهو موقع يطل على بقعة العذر ذات المناظر الطبيعية، كما يطل على النفيعة، ووادي الحجوري، والدفرة، ومعظم مواطن قبيلة آل عبدل، ويمكن الوصول إلى الموقع من خلال طريق السماع المعبد، والمتفرع من طريق العبسية.
- اللعثة: تقع في أعلى قمة جبل آل عبدل وهي مطلة على مواقع ذات طبيعة خلابة، كما يمكن مشاهدة العبسية والدفرة والنقيل وسهول تهامة.
- الوشر: وهي بقعة منبسطة بها أراضي زراعية، وتقع في مواطن قبيلة المشنوي، في موقع متوسط الارتفاع من جبال فيفاء، ويمكن الوصول إلى الموقع من خلال طريق الوشر، المتفرع من الطريق العام رقم 12 في غرب جبال فيفاء.
- الصامل: يقع في شرق جبل المشنويّ ويتميز بوجود بئر جوفية تتدفق من بين الصخور كان يستخدم سابقاً للسقيا وبه غابات كثيفة.
- الخطم: وهو موقع يوجد في بقعة حيدان، يطل على غرب مواطن قبيلة آل عبدل، وغرب مواطن قبيلة آل الداثر، ومن هذا الموقع يمكن مشاهدة جبال بلغازي، ومنه يمكن مشاهدة المدرجات والمزارع، كما يمكن رؤية جذيمة وهي عبارة عن صخرة شاهقة الارتفاع، ويمكن الوصول إلى هذا الموقع من خلال طريق بقعة حيدان، المتفرع من الطريق العام.
- العذر: هي منطقة تتوسط جبال فيفاء، وتتميز باستواء سطحها، وكثرة خضرتها وعمرانها، وتشتهر بكثرة مياهها ووفرة محاصيلها الزراعية، ويقع بها العديد من الدوائر الحكومية والمدارس.
- النقيل: يقع في الجهة الشمالية والغربية لجبال فيفاء، ويطل على العديد من الأودية والسفوح.
- الدحرة: تقع في الجهة الغربية من جبال فيفاء وهي منطقة ذات مناظر طبيعية، وتطل على العديد من الأماكن، وتقع تقريباً في قمة جبال فيفاء إذ لا يبعد بينها وبين القمة إلا حوالي 100 متر.
- وادي الفاحم: يعد من أجمل الأودية وأكثرها خضرة، ويقع في الجهة الغربية من الجبل.

بالإضافة إلى مواقع أخرى، منها مطل المحبا، وادي الفرع، وادي ذبوب، وادي الموهر وغيرها.

## وصلات خارجية
- موقع فيفاء اون لاين